# 毛苞刺头菊
毛苞刺头菊（学名：[Cousinia thomsonii] 错误：{{Lang}}：文本有斜体标记（帮助））为菊科刺头菊属的植物。分布在印度以及中国大陆的西藏等地，生长于海拔3,700米至4,300米的地区，多生于山坡草地和河滩砾石地，目前尚未由人工引种栽培。